# 瀧井治三郎
2代 瀧井 治三郎（滝井、たきい じさぶろう、1890年（明治23年）5月19日 - 1973年（昭和48年）12月11日）は、明治から昭和期の実業家、政治家。位階は正五位。
参議院議員（1期）。幼名は虎三。タキイ種苗社長。（同社の会社概要では3代目瀧井治三郎）

## 経歴
京都府京都市下京区猪熊通梅小路上ル南夷町で、農業、種苗業「大森屋」を営む先代・瀧井治三郎の三男として生まれる。梅逕尋常小学校を経て、1908年（明治41年）京都府商業学校予科1年在学中に父が死去し、種苗業を廃業することを決めたが取引先の懇請により営業継続となり、商業学校を中退して2代・治三郎を襲名した（タキイ種苗の会社概要では1906年に3代目治三郎を襲名、『人事興信録』でも家督相続と襲名は1906年としている）。
種苗の技術、知識を祖母ツネ（つね）から習得し、行商、肥取りを自ら行い次第に事業を拡大した。1917年（大正6年）瀧井治三郎商店を株式会社とし、1926年（大正15年）社名をタキイ種苗に改称した。その他、タキイ農薬工業社長、大東紙業社長、大日本種苗協会理事、京都府種苗配給統制組合理事長、日本種苗生産業協会長、京都府種苗協会長、日本開拓協会理事、京都貿易協会理事、京都商工会議所議員、同理事などを務めた。
1942年（昭和17年）7月、下京区の補欠選挙で京都府会議員に当選し、参事会員などを務めて1945（昭和20年）8月に辞任し、1947年（昭和22年）4月に再選され、建築委員長、農地委員などを務めた。1950年（昭和25年）5月、京都府議会議員を辞職し、同年6月の第2回参議院議員通常選挙に全国区から自由党公認で出馬して当選し、参議院議員に1期在任した。この間、参議院逓信委員長、同院自由民主党総務などを務めた。その後、第4回通常選挙に全国区から自民党公認で立候補したが落選した。
また、学術雑誌『育種と農芸』を刊行して学術方面での援助を行った。
1965年（昭和40年）春の叙勲で勲三等旭日中綬章受章。
1973年（昭和48年）12月11日死去、83歳。死没日をもって正五位に叙される。

## 家族
- 父・2代目瀧井治三郎（-1906）
- 母・たね（1869-） ‐ 京都・大沢与三郎の長女[7]
- 弟・喜一（1900‐1990）ｰタキイ種苗専務取締役。向陽土地建物会長。[7]
- 妻・千代（1895-） ‐ 京都の酒造業・川村熊次郎の妹。京都府立第二高等女学校出身。[7]
- 長女・芳子（1915-） ‐ 川村酒造社長・川村健一の妻。健一は従兄（千代の甥で熊次郎の長男）。[7]
- 長男・利弥（1919-） ‐ タキイ種苗社長[15]
- 五男・作弥（1927-） ‐ タキイ種苗取締役。岳父は島津製作所副社長・島津新一（創業者島津源蔵 (初代)の孫）[15]

## 著作
- 『種苗五十年』タキイ種苗出版部、1952年。
- 『種苗七十年』タキイ種苗出版部、1964年。